# Enrique Aberg
Enrique Aberg (in svedese Henrik Åberg) (Linköping, 24 dicembre 1841 – Sanremo, 17 settembre 1922) è stato un architetto e pittore svedese.

## Biografia
Nel 1863 Aberg si iscrive all'Accademia di Belle Arti di Stoccolma, dove si specializza come architetto.
Viaggia molto visitando la Germania e la Francia ancora prima di laurearsi, poi nel 1874 si trasferisce in Argentina con il collega e amico Carlos Kihlberg.
Si dedica alla progettazione e alla costruzione di numerose opere di grande importanza sociale, come ospedali, carceri, e università, oltre ad aver progettato la Casa Rosada. 
Nel 1886, irritato dai ritardi nello stanziamento dei fondi pubblici e dalle continue lungaggini burocratiche dell'amministrazione, decide di vendere tutte le sue proprietà e di trasferirsi a Parigi, dove incontra e sposa Olga Sinnerbarg.
Si stabilisce con la moglie a Sanremo, località turistica della Riviera ligure italiana molto vicina alla Francia, dove costruisce la sua casa e dipinge vedute del luogo quali "il campanile di San Remo visto dalla terrazza dei giardini Regina Elena 1895.